# Коробейников, Александр Павлович
Александр Павлович Коробейников (1948 или 1949 — 21 июня 2011, Барнаул) — советский биатлонист. Чемпион (1974) и серебряный призёр чемпионата СССР. Мастер спорта СССР международного класса.

## Биография
Выступал за спортивное общество «Динамо» и город Барнаул.
В 1974 году стал победителем Спартакиады народов РСФСР в эстафете в составе сборной Алтайского края вместе с Николаем Романовым, Юрием Галкиным и Анатолием Гигановым.
В том же 1974 году на чемпионате СССР, проходившем в рамках зимней Спартакиады народов СССР, завоевал золотую медаль в эстафете, выступая за вторую сборную РСФСР вместе с Дмитрием Скосыревым, Владимиром Амосовым и Николаем Романовым.
В 1975 году, на следующем чемпионате СССР, стал серебряным призёром в эстафете в составе сборной «Динамо». Также в разные годы становился победителем всесоюзных соревнований ЦС «Динамо», чемпионом «Динамиады» социалистических стран.
Скончался 21 июня 2011 года на 63-м году жизни.